# غاق إفريقي

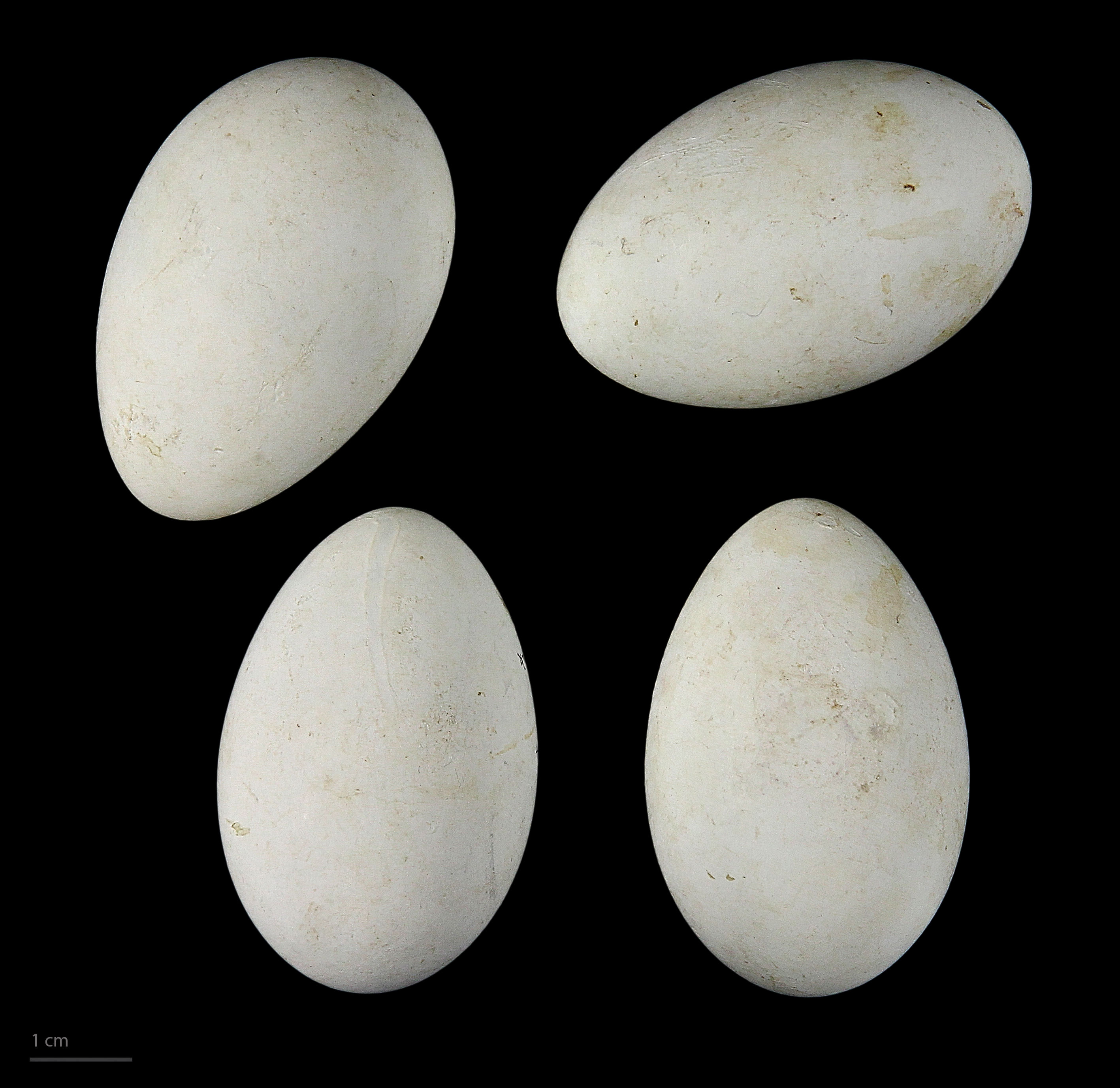
Microcarbo africanus

غاق أفريقي (الاسم العلمي: Phalacrocorax africanus) هو نوع من الطيور يتبع جنس الغاق من الفصيلة الغاقيات.